# 스뱌틀라나 치하노우스카야
스뱌틀라나 헤오르히예우나 치하노우스카야(벨라루스어: Святлана Георгіеўна Ціханоўская, 러시아어: Светлана Георгиевна Тихановская 스베틀라나 게오르기예브나 티하놉스카야[*], 문화어: 스웨뜰라나 찌하놉스까야, 혼전 성씨: 필립추크(벨라루스어: Піліпчук, 러시아어: Пилипчук), 1982년 9월 11일 ~ )는 벨라루스의 활동가이자 정치인이다.

## 생애
치하노우스카야는 브레스트주 미카셰비치에서 태어났으며 영어 교사이자 통역사로 활동했다. 그녀는 샤르헤이 치하노우스키와 결혼하였으며, 둘 사이에는 딸과 아들이 있다.
2020년 5월 29일에 자신의 남편인 샤르헤이 치하노우스키가 체포되자 2020년 벨라루스 대통령 선거에서 남편을 대신하여 무소속 후보로 출마하기로 결정하고 2020년 7월 14일에 후보로 등록했다. 민스크, 브레스트에서는 치하노우스카야를 지지하는 대규모 집회가 연달아 개최되었으나 당선되지 못했다.
치하노우스카야는 선거가 끝난 이후에 리투아니아로 피신하여 자신이 2020년 벨라루스 대통령 선거의 당선자로서 알략산드르 루카셴카 대통령을 지지하는 세력들이 선거 부정을 자행했다고 주장했다.

## 같이 보기
- 2020–2021년 벨라루스 시위